# Saint-Sulpice (Ain)
Saint-Sulpice ist eine französische Gemeinde mit 259 Einwohnern (Stand: 1. Januar 2022) im Département Ain in der Region Auvergne-Rhône-Alpes. Sie gehört zum Kanton Attignat im Arrondissement Bourg-en-Bresse und ist Mitglied im Gemeindeverband Bassin de Bourg-en-Bresse. Die Einwohner werden Saint-Sulpiciens genannt.

## Geographie
Die Gemeinde Saint-Sulpice liegt in der Bresse, etwa 18 Kilometer nordwestlich von Bourg-en-Bresse und etwa 15 Kilometer ostnordöstlich der Stadt Mâcon. Die Fließgewässer im Gemeindegebiet entwässern nach Nordwesten zum Bief de Rollin. Umgeben wird Saint-Sulpice von den Nachbargemeinden Marsonnas im Norden und Osten, Saint-Didier-d’Aussiat im Osten und Süden sowie Bâgé-Dommartin im Westen.

## Bevölkerungsentwicklung
| Jahr                       | 1962 | 1968 | 1975 | 1982 | 1990 | 1999 | 2010 | 2021 |
| Einwohner                  | 135  | 120  | 119  | 107  | 102  | 103  | 142  | 260  |
| Quellen: Cassini und INSEE |      |      |      |      |      |      |      |      |

## Sehenswürdigkeiten
- Kirche Saint-Antoine, 1104 erbaut
- Gutshof Les Broguets, seit 1931 Monument historique
- Gutshof Le Colombier, seit 1930 Monument historique

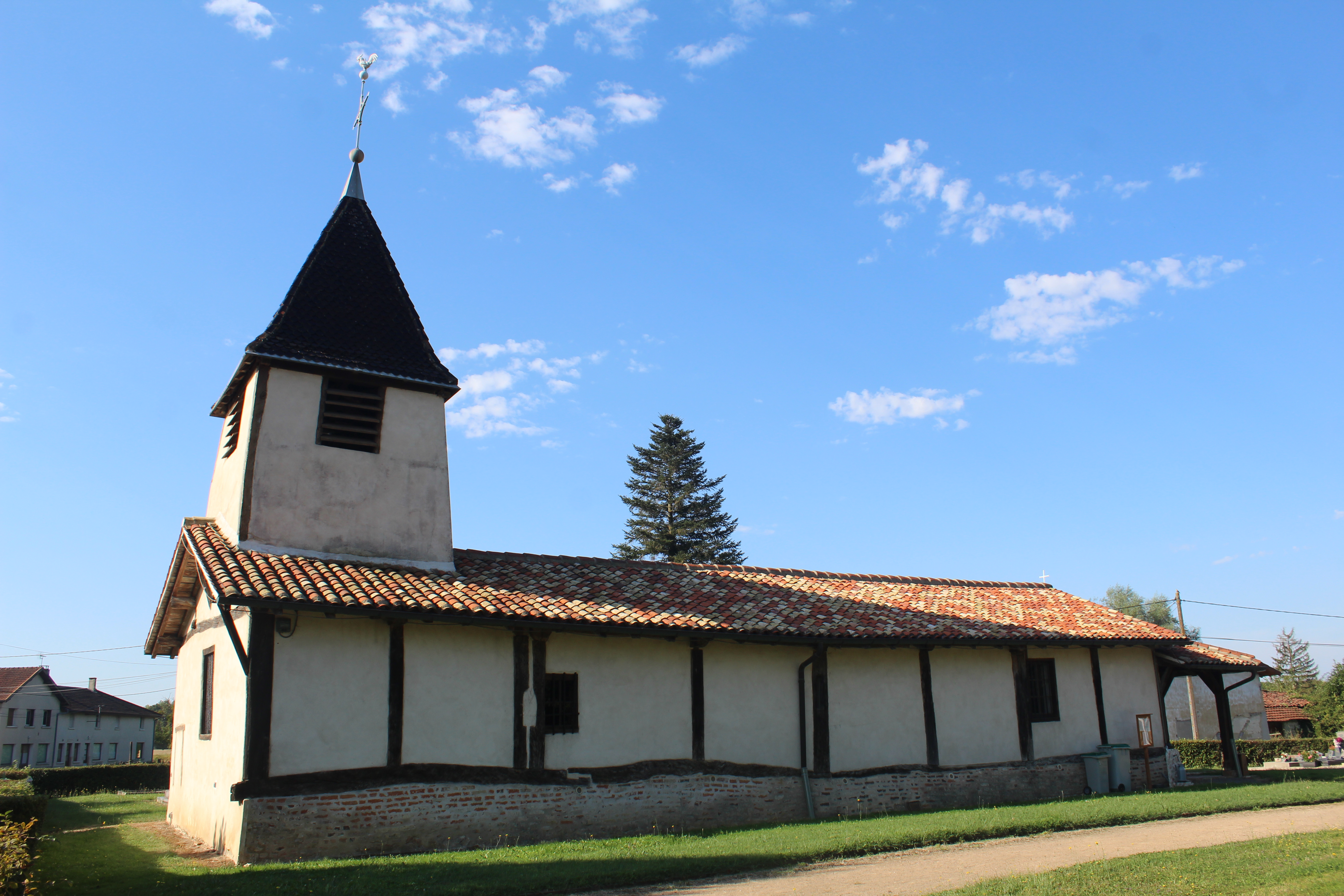
Kirche Saint-Antoine
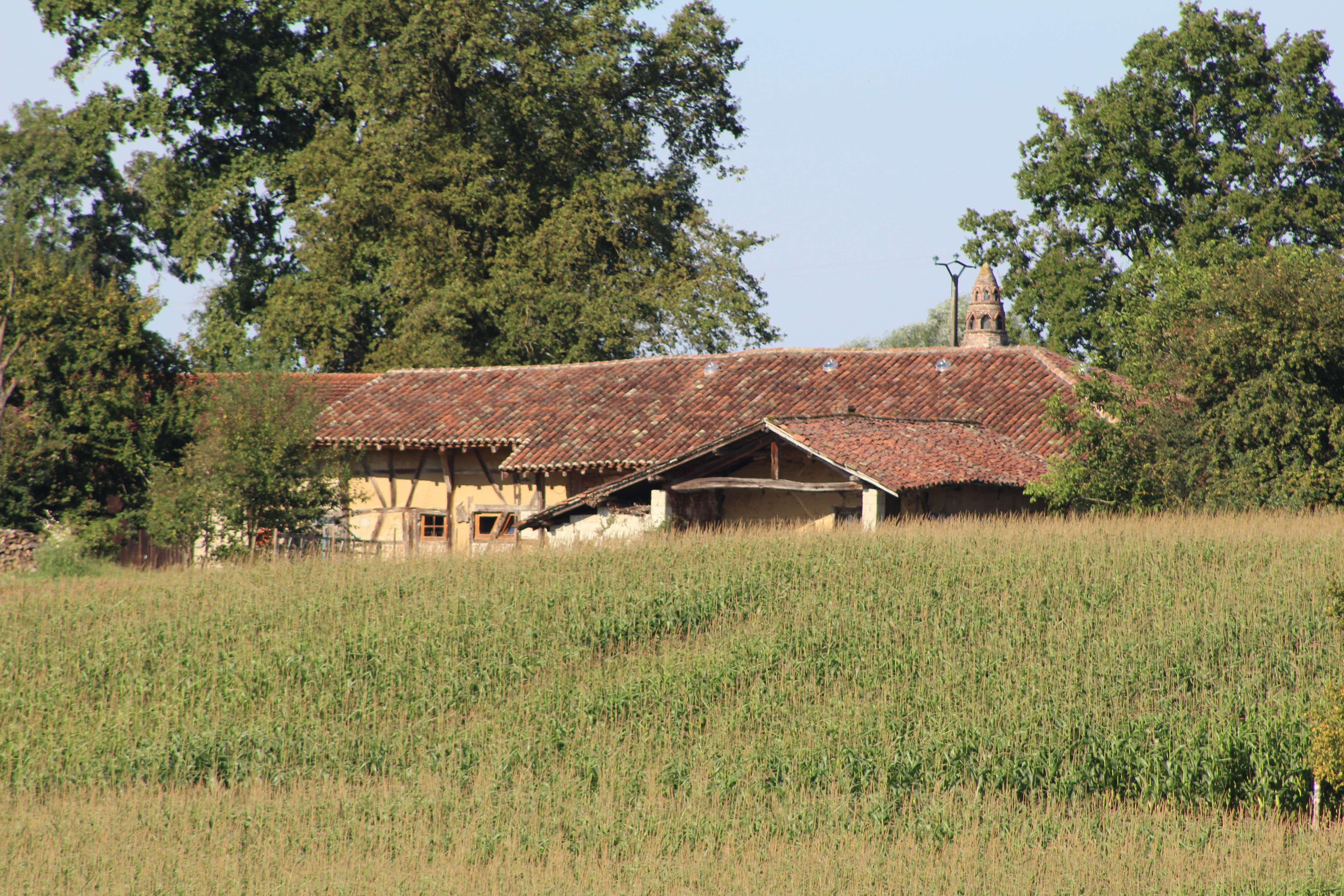
Gutshof Les Broguets
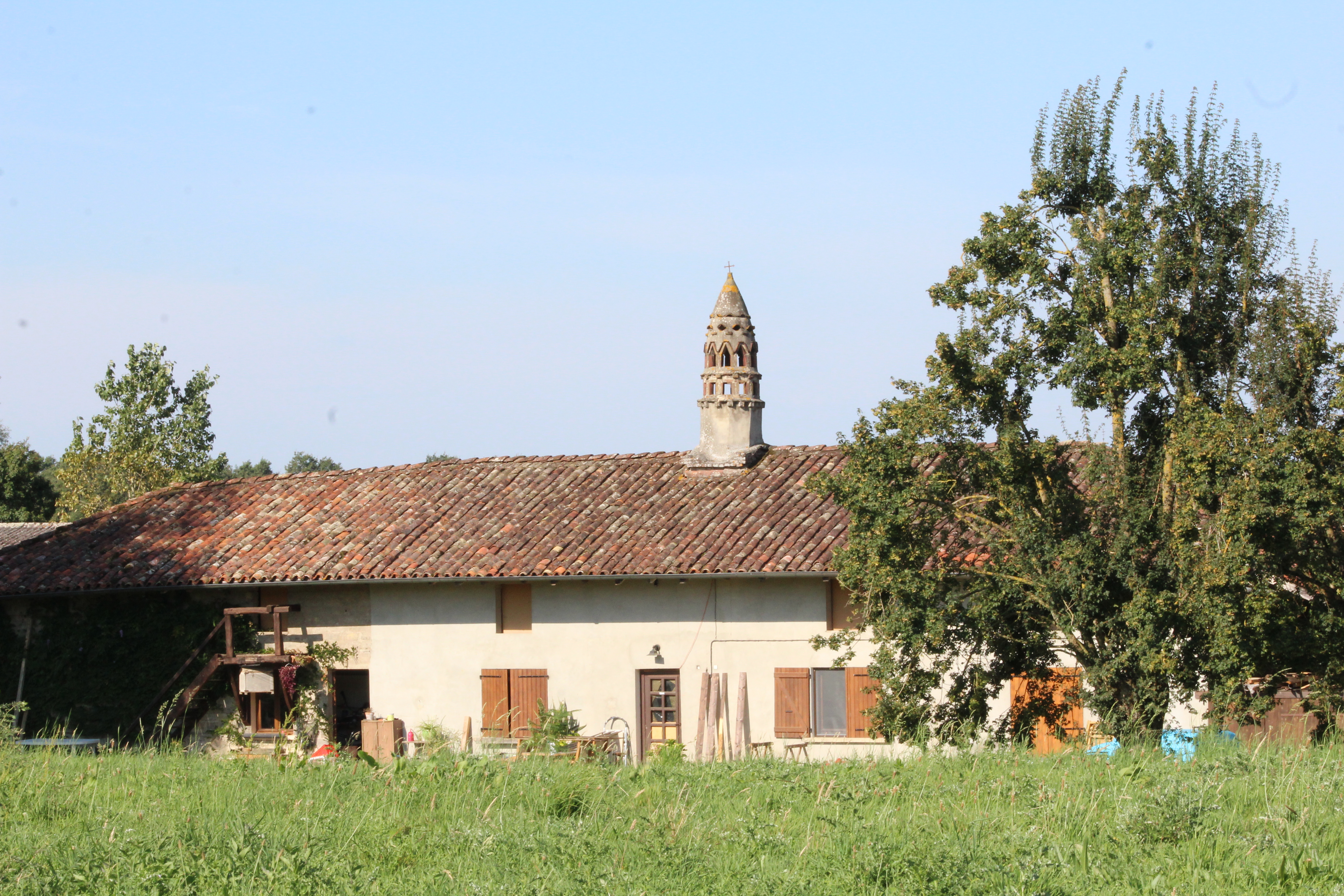
Gutshof Le Colombier
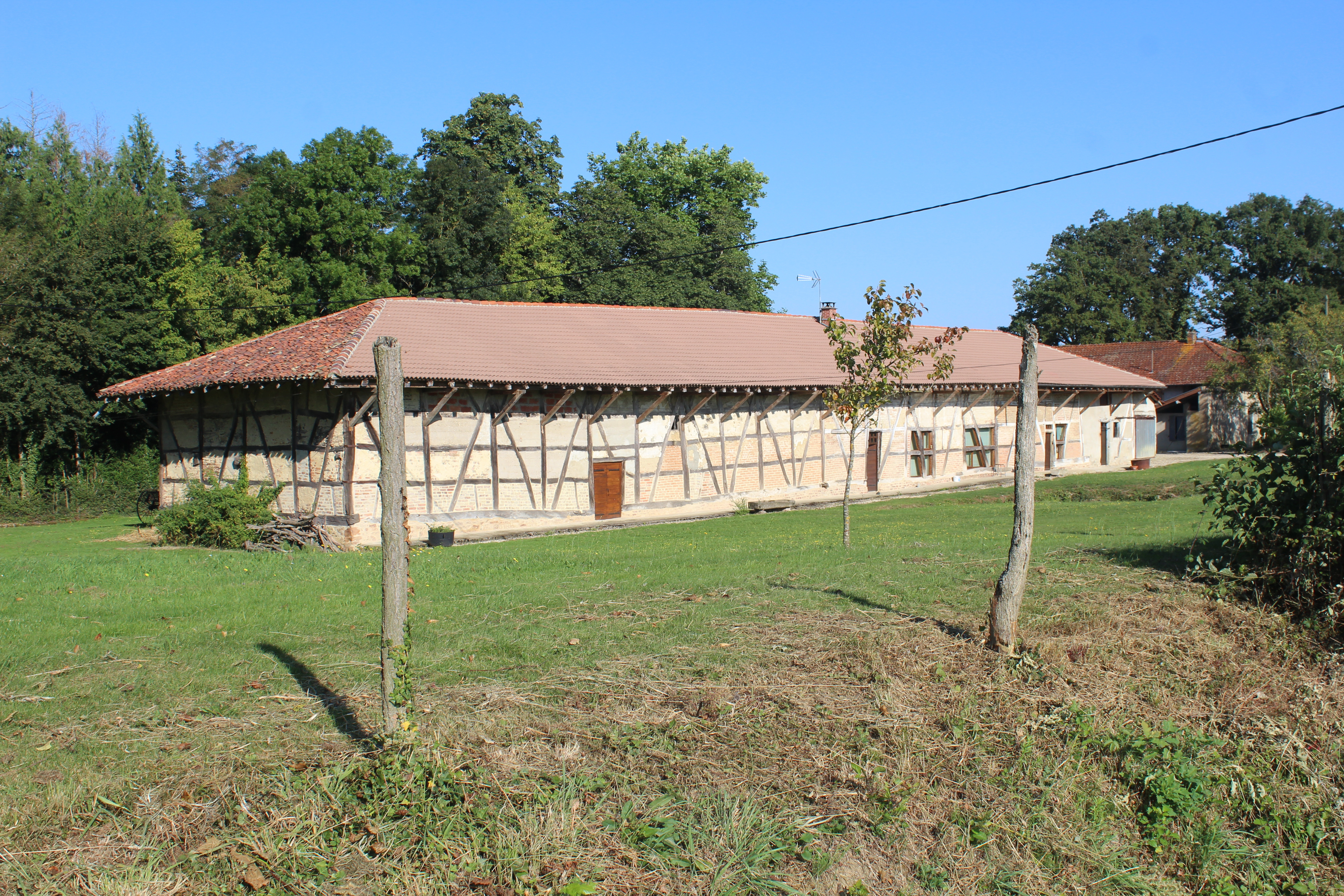
Gutshof La Lange
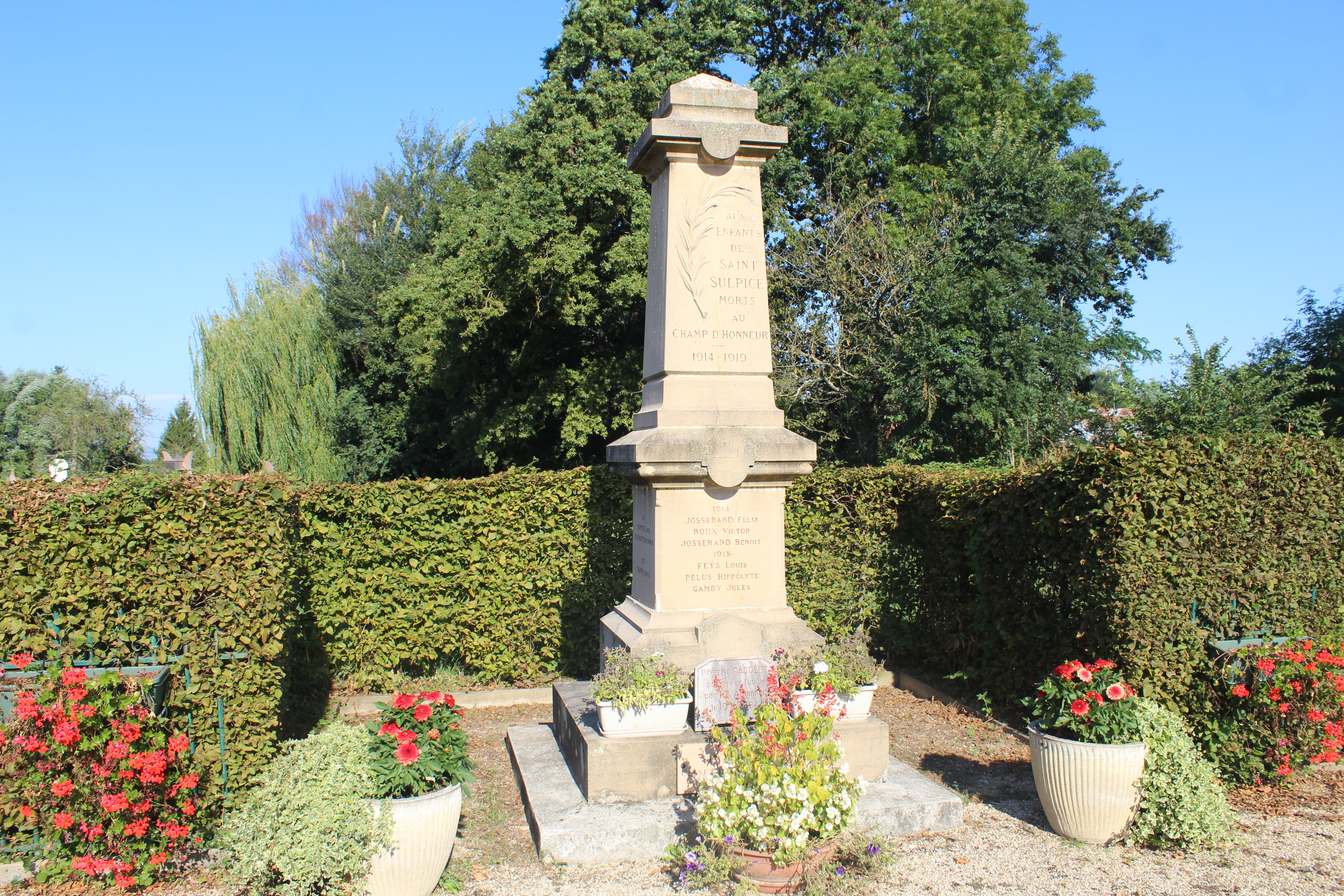
Gefallenendenkmal